# Campeonato Mundial de Media Maratón de 2001
El Campeonato Mundial de Media Maratón Brístol 2001 fue una competición de media maratón organizada por la Asociación Internacional de Federaciones de Atletismo (IAAF en inglés). La décima edición tuvo lugar el día 7 de octubre de 2001 en Brístol, Reino Unido. Contó con la participación de 200 atletas provenientes de 52 países. La carrera masculina comenzó a las 09:30 tiempo local, mientras que la femenina dio inicio a las 10:45 horas.

## Medallero
| Evento                  | Oro                                 | Plata                         | Bronce                        |
| ----------------------- | ----------------------------------- | ----------------------------- | ----------------------------- |
| Individual              |                                     |                               |                               |
| Media maratón masculina | Haile Gebrselassie Etiopía 1:00:03  | Tesfaye Jifar Etiopía 1:00:04 | John Yuda Tanzania 1:00:12    |
| Media maratón femenina  | Paula Radcliffe Reino Unido 1:06:47 | Susan Chepkemei Kenia 1:07:36 | Berhane Adere Etiopía 1:08:17 |
| Por equipos             |                                     |                               |                               |
| Media maratón masculina | Etiopía 3:00:31                     | Kenia 3:02:53                 | Tanzania 3:05:08              |
| Media maratón femenina  | Kenia 3:28:04                       | Japón 3:30:08                 | Etiopía 3:30:20               |

## Resultados

### Media maratón masculina
Los resultados de la carrera de media maratón masculina fueron los siguientes:
| Pos.                                | Nombre                    | País                     | Tiempo  | Notas         |
| ----------------------------------- | ------------------------- | ------------------------ | ------- | ------------- |
| Medalla de oro, Juegos Olímpicos    | Haile Gebrselassie        | Etiopía                  | 1:00:03 | Personal Best |
| Medalla de plata, Juegos Olímpicos  | Tesfaye Jifar             | Etiopía                  | 1:00:04 | Personal Best |
| Medalla de bronce, Juegos Olímpicos | John Yuda                 | Tanzania                 | 1:00:12 | Personal Best |
| 4                                   | Hendrick Ramaala          | Sudáfrica                | 1:00:15 |               |
| 5                                   | Tesfaye Tola              | Etiopía                  | 1:00:24 | Personal Best |
| 6                                   | Evans Rutto               | Kenia                    | 1:00:43 |               |
| 7                                   | Peter Kiplagat Chebet     | Kenia                    | 1:00:56 | Personal Best |
| 8                                   | Christopher Cheboiboch    | Kenia                    | 1:01:14 |               |
| 9                                   | Jaouad Gharib             | Marruecos                | 1:01:41 |               |
| 10                                  | Khalid Skah               | Marruecos                | 1:01:41 |               |
| 11                                  | Salah Hissou              | Marruecos                | 1:01:56 | Personal Best |
| 12                                  | Faustin Baha              | Tanzania                 | 1:02:15 |               |
| 13                                  | John Gwako                | Kenia                    | 1:02:15 | Personal Best |
| 14                                  | Abner Chipu               | Sudáfrica                | 1:02:18 |               |
| 15                                  | Mostafa Errebbah          | Italia                   | 1:02:19 | Personal Best |
| 16                                  | Haron Toroitich           | Kenia                    | 1:02:27 |               |
| 17                                  | Takeshi Hamano            | Japón                    | 1:02:28 | Personal Best |
| 18                                  | Abdelhadi Habassa         | Marruecos                | 1:02:30 | Personal Best |
| 19                                  | Rachid Ziar               | Argelia                  | 1:02:32 |               |
| 20                                  | Tiyapo Maso               | Botsuana                 | 1:02:33 |               |
| 21                                  | Matt OʼDowd               | Reino Unido              | 1:02:40 |               |
| 22                                  | Benedict Ako              | Tanzania                 | 1:02:41 |               |
| 23                                  | Eduardo Henriques         | Portugal                 | 1:02:44 |               |
| 24                                  | Kazuo Ietani              | Japón                    | 1:02:46 |               |
| 25                                  | Lahoussine Mrikik         | Marruecos                | 1:02:54 |               |
| 26                                  | Zebedayo Bayo             | Tanzania                 | 1:02:55 |               |
| 27                                  | George Mofokeng           | Sudáfrica                | 1:02:57 |               |
| 28                                  | Janne Holmén              | Finlandia                | 1:03:01 | Personal Best |
| 29                                  | Róbert Štefko             | Eslovaquia               | 1:03:03 |               |
| 30                                  | Abel Chimukoko            | Zimbabue                 | 1:03:04 | Personal Best |
| 31                                  | Noureddine Betim          | Argelia                  | 1:03:05 | Personal Best |
| 32                                  | Paulo Guerra              | Portugal                 | 1:03:06 |               |
| 33                                  | Scott Larson              | Estados Unidos           | 1:03:08 | Personal Best |
| 34                                  | Daniele Caimmi            | Italia                   | 1:03:16 |               |
| 35                                  | Francis Yiga              | Uganda                   | 1:03:23 | Personal Best |
| 36                                  | Paul Wakou                | Uganda                   | 1:03:27 | Personal Best |
| 37                                  | Takashi Ota               | Japón                    | 1:03:28 |               |
| 38                                  | José Carlos Adán          | España                   | 1:03:33 | Personal Best |
| 39                                  | Jean-François Bertron     | Francia                  | 1:03:34 |               |
| 40                                  | Yuki Mori                 | Japón                    | 1:03:36 |               |
| 41                                  | Norman Dlomo              | Sudáfrica                | 1:03:38 |               |
| 42                                  | Abdelghani Lahlali        | Francia                  | 1:03:39 |               |
| 43                                  | Ignacio Cáceres           | España                   | 1:03:42 | Personal Best |
| 44                                  | Fidencio Torres           | México                   | 1:03:48 | Personal Best |
| 45                                  | Gabalebe Moloko           | Botsuana                 | 1:03:55 |               |
| 46                                  | Antonio Silio             | Argentina                | 1:03:56 |               |
| 47                                  | Venry Hamalila            | Zambia                   | 1:03:56 | Personal Best |
| 48                                  | Medison Chibwe            | Zambia                   | 1:03:57 | Personal Best |
| 49                                  | Saïd Belhout              | Argelia                  | 1:03:58 | Personal Best |
| 50                                  | Ottaviano Andriani        | Italia                   | 1:04:00 |               |
| 51                                  | Nick Jones                | Reino Unido              | 1:04:00 |               |
| 52                                  | Aguelmis Rojas            | Cuba                     | 1:04:13 |               |
| 53                                  | Takayuki Matsumiya        | Japón                    | 1:04:16 |               |
| 54                                  | Kabo Gabaseme             | Botsuana                 | 1:04:20 |               |
| 55                                  | Augusto Gomes             | Francia                  | 1:04:21 |               |
| 56                                  | Domingos Castro           | Portugal                 | 1:04:22 |               |
| 57                                  | Dan Robinson              | Reino Unido              | 1:04:23 | Personal Best |
| 58                                  | Jeff Campbell             | Estados Unidos           | 1:04:24 | Personal Best |
| 59                                  | Abdel Hak Lebouazda       | Argelia                  | 1:04:25 |               |
| 60                                  | Christian Nemeth          | Bélgica                  | 1:04:26 |               |
| 61                                  | Luíz dos Santos           | Brasil                   | 1:04:26 | Personal Best |
| 62                                  | Dereje Kebede             | Etiopía                  | 1:04:30 | Personal Best |
| 63                                  | Ronny Ligneel             | Bélgica                  | 1:04:30 | Personal Best |
| 64                                  | Zarislav Gapeyenko        | Bielorrusia              | 1:04:31 | Personal Best |
| 65                                  | Pavel Faschingbauer       | República Checa          | 1:04:37 |               |
| 66                                  | Manuel Teixeira           | Brasil                   | 1:04:42 | Personal Best |
| 67                                  | José de Souza             | Brasil                   | 1:04:48 | Personal Best |
| 68                                  | Dan Browne                | Estados Unidos           | 1:04:56 |               |
| 69                                  | Simon Mpholo              | Sudáfrica                | 1:05:13 |               |
| 70                                  | Wodage Zvadya             | Israel                   | 1:05:16 |               |
| 71                                  | José de Jesús             | México                   | 1:05:18 |               |
| 72                                  | Alejandro Gómez Carral    | España                   | 1:05:23 |               |
| 73                                  | Frédéric Collignon        | Bélgica                  | 1:05:27 |               |
| 74                                  | David Ramard              | Francia                  | 1:05:30 |               |
| 75                                  | Kassa Tadesse             | Reino Unido              | 1:05:39 |               |
| 76                                  | Joseph Nsubuga            | Uganda                   | 1:05:41 |               |
| 77                                  | Andrey Gordeyev           | Bielorrusia              | 1:05:47 |               |
| 78                                  | Migidio Bourifa           | Italia                   | 1:05:48 |               |
| 79                                  | Adamou Aboubakar          | Camerún                  | 1:05:49 |               |
| 80                                  | Andrew Morgan-Lee         | Reino Unido              | 1:05:51 |               |
| 81                                  | Siphesihle Mdluli         | Suazilandia              | 1:05:59 |               |
| 82                                  | Takhir Mamashayev         | Bielorrusia              | 1:06:10 |               |
| 83                                  | Carlos Jaramillo          | Chile                    | 1:06:22 | Personal Best |
| 84                                  | Procopio Franco           | México                   | 1:06:33 |               |
| 85                                  | Vincent Hatuleke          | Zambia                   | 1:06:33 | Personal Best |
| 86                                  | José Amaro Lourenço       | Angola                   | 1:06:56 | Personal Best |
| 87                                  | Ernest Ndjissipou         | República Centroafricana | 1:06:56 | Personal Best |
| 88                                  | José Alberto Montenegro   | Argentina                | 1:07:03 |               |
| 89                                  | Leonidas Rivadeneira      | Chile                    | 1:07:16 |               |
| 90                                  | Valentim Naúle            | Angola                   | 1:07:17 |               |
| 91                                  | Arkadiy Tolstyn / Nikitin | Kirguistán               | 1:07:18 |               |
| 92                                  | Giovanni Gualdi           | Italia                   | 1:07:22 |               |
| 93                                  | Simon Labiche             | Seychelles               | 1:07:24 | Personal Best |
| 94                                  | Moulay Ali Ouadih         | Francia                  | 1:07:32 |               |
| 95                                  | Vasiliy Medvedev          | Uzbekistán               | 1:07:57 |               |
| 96                                  | Clint Verran              | Estados Unidos           | 1:08:04 |               |
| 97                                  | Yevgeniy Medvednikov      | Kazajistán               | 1:08:10 |               |
| 98                                  | Christian Rogelio         | Chile                    | 1:08:12 |               |
| 99                                  | Kavin Smith               | Bermudas                 | 1:08:17 | Personal Best |
| 100                                 | Khimu Giri                | Nepal                    | 1:09:09 | Personal Best |
| 101                                 | Tau Khotso                | Lesoto                   | 1:09:10 | Personal Best |
| 102                                 | Eric Vamben               | Mauricio                 | 1:09:24 | Personal Best |
| 103                                 | Daniel Ferreira           | Brasil                   | 1:09:25 |               |
| 104                                 | Carlos Cangengele         | Angola                   | 1:09:55 |               |
| 105                                 | Khasan Rakhimov           | Uzbekistán               | 1:10:07 |               |
| 106                                 | Denis Bagrev              | Kirguistán               | 1:10:12 |               |
| 107                                 | Mathieu Kouanotso         | Camerún                  | 1:10:43 |               |
| 108                                 | Judex Durhone             | Mauricio                 | 1:11:04 |               |
| 109                                 | Joseph Simuchimba         | Zambia                   | 1:11:39 |               |
| 110                                 | Dovran Amandjayev         | Turkmenistán             | 1:13:42 |               |
| 111                                 | Sergey Anokhin            | Azerbaiyán               | 1:14:19 |               |
| 112                                 | Agzam Aliyev              | Uzbekistán               | 1:15:32 |               |
| 113                                 | Yamil Iskanderov          | Azerbaiyán               | 1:15:51 |               |
| 114                                 | Kemal Tuvakuliyev         | Turkmenistán             | 1:16:19 |               |
| 115                                 | Dovletgeldi Hangeldiyev   | Turkmenistán             | 1:17:37 |               |
| 116                                 | Kun Sio Pan               | Macao                    | 1:18:31 |               |
| 117                                 | Abdulla Moosa             | Maldivas                 | 1:25:45 | Personal Best |
| —                                   | Mustapha Benacer          | Argelia                  | DNF     |               |
| —                                   | Guy Fays                  | Bélgica                  | DNF     |               |
| —                                   | Roland Inack              | Camerún                  | DNF     |               |
| —                                   | Alemayehu Girma           | Etiopía                  | DNF     |               |
| —                                   | David Galván              | México                   | DNF     |               |
| —                                   | Germán Silva              | México                   | DNF     |               |
| —                                   | Alfred Shemweta           | Suecia                   | DNF     |               |
| —                                   | Mike Donnelly             | Estados Unidos           | DNF     |               |
| —                                   | Mamadou Alpha Barry       | Guinea                   | DNS     |               |
| —                                   | Souleymane Camara         | Guinea                   | DNS     |               |
| —                                   | Layedjan Diaby            | Guinea                   | DNS     |               |
| —                                   | Abdou Rahim Diallo        | Guinea                   | DNS     |               |
| —                                   | Ibrahim Diallo            | Guinea                   | DNS     |               |
| —                                   | António Pinto             | Portugal                 | DNS     |               |
| —                                   | Ahmed Al-Azzi             | Yemen                    | DNS     |               |
| —                                   | Mohammed Al-Khawlani      | Yemen                    | DNS     |               |
| —                                   | Fuad Obad                 | Yemen                    | DNS     |               |

### Media maratón femenina
Los resultados de la carrera de media maratón femenina fueron los siguientes:
| Pos.                                | Nombre                         | País            | Tiempo  | Notas                 |
| ----------------------------------- | ------------------------------ | --------------- | ------- | --------------------- |
| Medalla de oro, Juegos Olímpicos    | Paula Radcliffe                | Reino Unido     | 1:06:47 | Récord del campeonato |
| Medalla de plata, Juegos Olímpicos  | Susan Chepkemei                | Kenia           | 1:07:36 | Personal Best         |
| Medalla de bronce, Juegos Olímpicos | Berhane Adere                  | Etiopía         | 1:08:17 | Personal Best         |
| 4                                   | Mizuki Noguchi                 | Japón           | 1:08:23 | Personal Best         |
| 5                                   | Jeļena Prokopčuka / Čelnova    | Letonia         | 1:08:43 | Personal Best         |
| 6                                   | Elana Meyer                    | Sudáfrica       | 1:08:56 | Personal Best         |
| 7                                   | Olivera Jevtić                 | Yugoslavia      | 1:09:51 | Personal Best         |
| 8                                   | Isabella Ochichi               | Kenia           | 1:10:01 |                       |
| 9                                   | Yasuyo Iwamoto                 | Japón           | 1:10:06 | Personal Best         |
| 10                                  | Mihaela Botezan                | Rumania         | 1:10:11 |                       |
| 11                                  | Nuta Olaru                     | Rumania         | 1:10:27 |                       |
| 12                                  | Caroline Kwambai               | Kenia           | 1:10:27 |                       |
| 13                                  | Lyudmila Biktasheva            | Rusia           | 1:10:31 | Personal Best         |
| 14                                  | Aurica Buia                    | Rumania         | 1:10:40 | Personal Best         |
| 15                                  | Restituta Joseph               | Tanzania        | 1:10:43 |                       |
| 16                                  | Viktoriya Klimina              | Rusia           | 1:10:46 |                       |
| 17                                  | Meseret Kotu                   | Etiopía         | 1:10:48 | Personal Best         |
| 18                                  | Joyce Chepchumba               | Kenia           | 1:11:03 |                       |
| 19                                  | Lyubov Morgunova               | Rusia           | 1:11:06 |                       |
| 20                                  | Teyba Erkesso                  | Etiopía         | 1:11:15 | Personal Best         |
| 21                                  | Magdeline Chemjor              | Kenia           | 1:11:26 |                       |
| 22                                  | Iulia Olteanu / Negura         | Rumania         | 1:11:28 |                       |
| 23                                  | Liz Yelling                    | Reino Unido     | 1:11:29 | Personal Best         |
| 24                                  | Milena Glusac                  | Estados Unidos  | 1:11:34 | Personal Best         |
| 25                                  | Takako Kotorida                | Japón           | 1:11:39 |                       |
| 26                                  | Beáta Rakonczai                | Hungría         | 1:12:08 | Personal Best         |
| 27                                  | Simona Staicu                  | Hungría         | 1:12:11 | Personal Best         |
| 28                                  | Silvia Sommaggio               | Italia          | 1:12:14 | Personal Best         |
| 29                                  | Irina Safarova                 | Rusia           | 1:12:17 |                       |
| 30                                  | María Baldaia                  | Brasil          | 1:12:45 | Personal Best         |
| 31                                  | Annie Emmerson                 | Reino Unido     | 1:13:00 | Personal Best         |
| 32                                  | Constantina Tomescu            | Rumania         | 1:13:08 |                       |
| 33                                  | María Luisa Muñoz              | España          | 1:13:12 |                       |
| 34                                  | Erika Csomor                   | Hungría         | 1:13:58 |                       |
| 35                                  | Gloria Marconi                 | Italia          | 1:13:59 |                       |
| 36                                  | Sylvia Mosqueda                | Estados Unidos  | 1:14:04 |                       |
| 37                                  | Anikó Kálovics                 | Hungría         | 1:14:04 | Personal Best         |
| 38                                  | Tausi Juma                     | Tanzania        | 1:14:05 |                       |
| 39                                  | Marizete Rezende               | Brasil          | 1:14:13 | Personal Best         |
| 40                                  | Hiromi Watanabe                | Japón           | 1:14:22 |                       |
| 41                                  | Annemette Jensen               | Dinamarca       | 1:14:24 |                       |
| 42                                  | Sandra Van Den Haesevelde      | Bélgica         | 1:14:33 |                       |
| 43                                  | Susannah Beck                  | Estados Unidos  | 1:14:40 |                       |
| 44                                  | Dione dʼAgostini               | Brasil          | 1:14:47 | Personal Best         |
| 45                                  | Cathérine Lallemand            | Bélgica         | 1:15:03 | Personal Best         |
| 46                                  | Charné Rademeyer               | Sudáfrica       | 1:15:06 | Personal Best         |
| 47                                  | Mónica Hostetler               | Estados Unidos  | 1:15:21 |                       |
| 48                                  | Nili Avramski                  | Israel          | 1:15:30 | Personal Best         |
| 49                                  | Patrizia Tisi                  | Italia          | 1:16:12 |                       |
| 50                                  | Petra Kamínková / Drajzajtlová | República Checa | 1:16:18 |                       |
| 51                                  | Mariela González               | Cuba            | 1:16:24 | Personal Best         |
| 52                                  | Alison Holinka                 | Estados Unidos  | 1:16:36 |                       |
| 53                                  | María Luisa Lárraga            | España          | 1:16:44 |                       |
| 54                                  | Alla Zadorozhnaya              | Bielorrusia     | 1:16:48 |                       |
| 55                                  | Margareth Iro                  | Tanzania        | 1:17:02 |                       |
| 56                                  | Poppy Mlambo                   | Sudáfrica       | 1:17:12 | Personal Best         |
| 57                                  | Ann Parmentier                 | Bélgica         | 1:17:13 |                       |
| 58                                  | Célia dos Santos               | Brasil          | 1:17:17 | Personal Best         |
| 59                                  | Ronel Thomas                   | Sudáfrica       | 1:17:50 | Personal Best         |
| 60                                  | Florinda Andreucci             | Italia          | 1:17:56 |                       |
| 61                                  | Carlien Cornelissen            | Sudáfrica       | 1:18:29 | Personal Best         |
| 62                                  | Lidia Karwowski                | Brasil          | 1:18:31 | Personal Best         |
| 63                                  | Natallia Kvachuk               | Bielorrusia     | 1:18:57 |                       |
| 64                                  | Lourdes Cruz                   | Puerto Rico     | 1:19:41 | Personal Best         |
| 65                                  | Natalia Bendzik                | Bielorrusia     | 1:22:00 |                       |
| 66                                  | Yuliya Arfipova                | Uzbekistán      | 1:22:26 |                       |
| 67                                  | Irina Matrosova                | Uzbekistán      | 1:22:39 |                       |
| 68                                  | Yekaterina Shatnaya            | Kazajistán      | 1:23:46 |                       |
| 69                                  | Alda Maurício                  | Angola          | 1:26:58 | Personal Best         |
| 70                                  | Dildar Mamedova                | Turkmenistán    | 1:31:46 |                       |
| 71                                  | Yekaterina Dirova              | Uzbekistán      | 1:33:57 |                       |
| —                                   | Beth Allott                    | Reino Unido     | DNF     |                       |
| —                                   | Birhan Dagne                   | Reino Unido     | DNF     |                       |
| —                                   | Asmae Leghzaoui                | Marruecos       | DNF     |                       |
| —                                   | Galina Aleksandrova            | Rusia           | DNF     |                       |

## Resultados por equipos

### Media maratón masculina
La clasificación final por equipos de la carrera de media maratón masculina fue la siguiente:
| Pos.                                | País           | Equipo                                                      | Tiempo  |
| ----------------------------------- | -------------- | ----------------------------------------------------------- | ------- |
| Medalla de oro, Juegos Olímpicos    | Etiopía        | Haile Gebrselassie Tesfaye Jifar Tesfaye Tola               | 3:00:31 |
| Medalla de plata, Juegos Olímpicos  | Kenia          | Evans Rutto Peter Chebet Christopher Cheboiboch             | 3:02:53 |
| Medalla de bronce, Juegos Olímpicos | Tanzania       | John Yuda Faustin Baha Benedict Ako                         | 3:05:08 |
| 4                                   | Marruecos      | Jaouad Gharib Khalid Skah Salah Hissou                      | 3:05:18 |
| 5                                   | Sudáfrica      | Hendrick Ramaala Abner Chipu George Mofokeng                | 3:05:30 |
| 6                                   | Japón          | Takeshi Hamano Kazuo Ietani Takashi Ota                     | 3:08:42 |
| 7                                   | Argelia        | Rachid Ziar Noureddine Betim Saïd Belhout                   | 3:09:35 |
| 8                                   | Italia         | Mostafa Errebbah Daniele Caimmi Ottaviano Andriani          | 3:09:35 |
| 9                                   | Portugal       | Eduardo Henriques Paulo Guerra Domingos Castro              | 3:10:12 |
| 10                                  | Botsuana       | Tiyapo Maso Gabalebe Moloko Kabo Gabaseme                   | 3:10:48 |
| 11                                  | Reino Unido    | Mate O'Dowd Nick Jones Dan Robinson                         | 3:11:03 |
| 12                                  | Francia        | Jean-François Bertron Abdelghani Lahlali Augusto Gomes      | 3:11:34 |
| 13                                  | Estados Unidos | Scott Larson Jeff Campbell Dan Browne                       | 3:12:28 |
| 14                                  | Uganda         | Francis Yiga Paul Wakou Joseph Nsubuga                      | 3:12:31 |
| 15                                  | España         | José Carlos Adán Ignacio Cáceres Alejandro Gómez            | 3:12:38 |
| 16                                  | Brasil         | Luíz dos Santos Manuel Teixeira José de Souza               | 3:13:56 |
| 17                                  | Bélgica        | Cristiano Nemeth Ronny Ligneel Frédéric Collignon           | 3:14:23 |
| 18                                  | Zambia         | Venry Hamalila Medison Chibwe Vincent Hatuleke              | 3:14:26 |
| 19                                  | México         | Fidencio Torres José de Jesús Procopio Franco               | 3:15:39 |
| 20                                  | Bielorrusia    | Zarislav Gapeyenko Andrey Gordeyev Takhir Mamashayev        | 3:16:28 |
| 21                                  | Chile          | Carlos Jaramillo Leonidas Rivadeneira Christian Rogelio     | 3:21:50 |
| 22                                  | Angola         | José Amaro Lourenço Valentim Naúle Carlos Cangengele        | 3:24:08 |
| 23                                  | Uzbekistán     | Vasiliy Medvedev Khasan Rakhimov Agzam Aliyev               | 3:33:36 |
| 24                                  | Turkmenistán   | Dovran Amandjayev Kemal Tuvakuliyev Dovletgeldi Hangeldiyev | 3:47:38 |
| —                                   | Camerún        | Adamou Aboubakar Mathieu Kouanotso Roland Inack             | DNF     |

### Media maratón femenina
La clasificación final por equipos de la carrera de media maratón femenina fue la siguiente:
| Pos.                                | País           | Equipo                                                       | Tiempo  |
| ----------------------------------- | -------------- | ------------------------------------------------------------ | ------- |
| Medalla de oro, Juegos Olímpicos    | Kenia          | Susan Chepkemei Isabella Ochichi Caroline Kwambai            | 3:28:04 |
| Medalla de plata, Juegos Olímpicos  | Japón          | Mizuki Noguchi]] Yasuyo Iwamoto Takako Kotorida              | 3:30:08 |
| Medalla de bronce, Juegos Olímpicos | Etiopía        | Berhane Adere Meseret Kotu Teyba Erkesso                     | 3:30:20 |
| 4                                   | Reino Unido    | Paula Radcliffe Liz Yelling Annie Emmerson                   | 3:31:16 |
| 5                                   | Rumania        | Mihaela Botezan Nuta Olaru Aurica Buia                       | 3:31:18 |
| 6                                   | Rusia          | Lyudmila Biktasheva Viktoriya Klimina Lyubov Morgunova       | 3:32:23 |
| 7                                   | Hungría        | Beata Rakonczai Simona Staicu Erika Csomor                   | 3:38:17 |
| 8                                   | Estados Unidos | Milena Glusac Sylvia Mosqueda Susannah Beck                  | 3:40:18 |
| 9                                   | Sudáfrica      | Elana Meyer Charné Rademeyer Poppy Mlambo                    | 3:41:14 |
| 10                                  | Brasil         | María Baldaia Marizete Rezende Dione d'Agostini              | 3:41:45 |
| 11                                  | Tanzania       | Restituta Joseph Tausi Juma Margareth Iro                    | 3:41:50 |
| 12                                  | Italia         | Silvia Sommaggio Gloria Marconi Patrizia Tisi                | 3:42:25 |
| 13                                  | Bélgica        | Sandra Van Den Haesevelde Cathérine Lallemand Ann Parmentier | 3:46:49 |
| 14                                  | Bielorrusia    | Alla Zadorozhnaya Natallia Kvachuk Natalia Bendzik           | 3:57:45 |
| 15                                  | Uzbekistán     | Yuliya Arfipova Irina Matrosova Yekaterina Dirova            | 4:19:02 |

## Participación
El evento contó con la participación de 200 atletas (125 hombres y 75 mujeres) provenientes de 52 países. A pesar de que anunciaron su asistencia, los atletas de  Guinea y  Yemen no se presentaron.
- Argelia
- Angola
- Argentina
- Azerbaiyán
- Bielorrusia
- Bélgica
- Bermudas
- Botsuana
- Brasil
- Camerún
- Chile
- Cuba
- Dinamarca
- España
- Estados Unidos
- Etiopía
- Finlandia
- Francia
- Hungría
- Israel
- Italia
- Japón
- Kazajistán
- Kenia
- Kirguistán
- Letonia
- Lesoto
- Macao
- Maldivas
- Mauricio
- México
- Marruecos
- Nepal
- Portugal
- Puerto Rico
- Reino Unido
- República Centroafricana
- República Checa
- Rumania
- Rusia
- Seychelles
- Eslovaquia
- Sudáfrica
- Suazilandia
- Suecia
- Tanzania
- Turkmenistán
- Uganda
- Uzbekistán
- Yugoslavia
- Zambia
- Zimbabue